# 1354-es busz
Az 1354-es jelzésű autóbuszvonal távolsági autóbuszjárat Salgótarján és Eger között, melyet a MÁV Személyszállítási Zrt. lát el.

## Közlekedése
A járat Salgótarjánt és Egert köti össze a Mátrán keresztül.
Útvonalának hossza 73,6  km, menetideje 1 óra 45 perc.
Munkaszüneti napokon egy Salgótarján - Eger viszonylatú járat szállítja az utasokat.

## Megállóhelyei
| 0  | Salgótarján, autóbusz-állomás végállomás    | 1, 2A, 2T, 3C, 5, 6, 7, 7A, 7B, 7C, 8, 9, 11, 11A, 11B, 11Y, 13, 14, 19, 27A, 36, 46, 58, 63, 63S 1010, 1012, 1020, 1021, 1301, 1302, 1305, 1347, 1349, 1351, 1352, 1384, 1447, 1448 3015, 3022, 3024, 3030, 3034, 3044, 3045, 3051, 3052, 3055, 3056, 3058, 3060, 3061, 3062, 3064, 3065, 3066, 3067, 3070, 3072, 3075, 3080, 3081, 3082, 3084, 3090, 3092, 3093, 3094 személyvonat |
| 1  | Salgótarján, baglyasaljai felüljáró         | 3C, 4, 4A, 14, 46 1010, 1012, 1020, 1021, 1302, 1347, 1351, 1384 3051, 3064, 3070, 3080 |
| 2  | Salgótarján (Zagyvapálfalva), felüljáró     | 9, 13, 19, 63, 63S 1010, 1012, 1020, 1021, 1301, 1302, 1305, 1347, 1349, 1351, 1384, 1447, 1448 3045, 3051, 3052, 3055, 3056, 3058, 3060, 3061, 3062, 3064, 3065, 3066, 3067, 3070, 3072, 3075, 3080, 3081, 3082 |
| 3  | Salgótarján, szécsényi útelágazás           | 9, 13, 19, 63, 63S 1010, 1012, 1020, 1021, 1301, 1302, 1305, 1347, 1349, 1351, 1384 3045, 3051, 3052, 3055, 3056, 3058, 3060, 3061, 3062, 3064, 3065, 3066, 3067, 3070, 3072, 3075, 3080, 3081, 3082 |
| 4  | Vizslás, Újlak                              | 1020, 1021, 1302, 1305, 1347, 1351, 1384 3046, 3051, 3052, 3055, 3056, 3058, 3060, 3061, 3062, 3065, 3066, 3067 |
| 5  | Bátonyterenye (Kisterenye), Bányatelep      | 3, 3A 1020, 1305, 1347, 1349, 1351, 1384 3046, 3051, 3052, 3055, 3056, 3058, 3060, 3061, 3062, 3065, 3066, 3067, 3154 |
| 6  | Bátonyterenye (Kisterenye), Jászai út       | 3, 3A 1305, 1347, 1351 1384, 3046, 3051, 3052, 3055, 3056, 3058, 3060, 3061, 3062, 3065, 3066, 3067, 3108, 3153, 3154, 3156 |
| 7  | Bátonyterenye (Kisterenye), ózdi útelágazás | 3, 3A, 3C, 11A 1020, 1021, 1301, 1302, 1305, 1347, 1349, 1351, 1384, 1447, 1448 3046, 3051, 3052, 3055, 3056, 3058, 3060, 3061, 3062, 3064, 3065, 3066, 3067, 3108, 3153, 3154, 3156, 3166 |
| 8  | Bátonyterenye (Nagybátony), Volán-telep     | 1305, 1349, 1351 3051, 3052, 3058, 3060, 3061, 3062, 3065, 3066, 3067, 3153, 3154, 3156, 3166 |
| 9  | Bátonyterenye (Nagybátony), Ózdi út 10.     | 2, 3, 3A 1021, 1031, 1034, 1301, 1302, 1305, 1349, 1351 3051, 3052, 3055, 3056, 3058, 3060, 3061, 3062, 3065, 3066, 3067, 3108, 3152, 3153, 3154, 3156, 3166 |
| 10 | Bátonyterenye (Nagybátony), Bányaváros      | 2, 3, 3A 1021, 1031, 1034, 1301, 1302, 1305, 1349, 1351 3051, 3052, 3055, 3056, 3058, 3060, 3061, 3062, 3065, 3066, 3067, 3108, 3152, 3153, 3154, 3156, 3166 |
| 11 | Bátonyterenye, Maconkai templom             | 2, 3, 3A 1301, 1305, 1349, 1351 3051, 3052, 3055, 3056, 3058, 3060, 3061, 3062, 3065, 3066, 3067, 3108, 3152, 3153, 3154, 3156, 3166 |
| 12 | Bátonyterenye (Maconka), Újtelep            | 2, 3, 3A 1305, 1351 3051, 3052, 3055, 3056, 3058, 3060, 3061, 3062, 3065, 3066, 3067, 3108, 3152, 3153, 3154, 3156, 3166 |
| 13 | Bátonyterenye, maconkai elágazás            | 3152, 3154 |
| 14 | Nemti, Ilonabánya                           | 1351, 1384 3051, 3056, 3136, 3153, 3154, 3156 |
| 15 | Nemti, vegyesbolt                           | 1031, 1034, 1347, 1349, 1351, 1384, 1447, 1448 3051, 3052, 3056, 3136, 3153, 3154, 3156 |
| 16 | Nemti, Kossuth út                           | 1349, 1351 3051, 3052, 3056, 3136, 3153, 3154, 3156 |
| 17 | Mátraterenye, (Nádújfalu), faluszéle        | 1031, 1034, 1347, 1349, 1351, 1352, 1384, 1447, 1448 3034, 3056, 3136, 3156 |
| 18 | Mátraterenye, Mátraballai elágazás          | 1347, 1349, 1351, 1352, 1384 3034, 3474, 3492, 3494 |
| 19 | Mátraballa, Fő út 131.                      | 1352 3034, 3474, 3492, 3494 |
| 20 | Mátraballa, Fő út 83.                       | 1352, 1447, 1448 3034, 3474, 3492, 3494 |
| 21 | Mátraballa, Fő út 27.                       | 1352 3034, 3474, 3492, 3494 |
| 22 | Mátraderecske, Rákóczi Termelőszövetkezet   | 1352 3034, 3474, 3492, 3494 |
| 23 | Mátraderecske, Piactér                      | 1352, 1447, 1448 3034, 3474, 3492, 3494 |
| 24 | Mátraderecske, Petőfi út 35.                | 1352 3034, 3474, 3492, 3494 |
| 25 | Mátraderecske, Háromhányás tanya            | 3034, 3474, 3492, 3494 |
| 26 | Recsk, mátraderecskei elágazás              | 1046, 1352, 1447, 1448 3034, 3470, 3471, 3472, 3474, 3491, 3492, 3494, 3565, 3566, 3604, 3656 |
| 27 | Recsk, kőbánya bejárati út                  | 1046, 1352, 1447, 1448 3470, 3471, 3472, 3474, 3491, 3604 |
| 28 | Sirok, Dallapuszta                          | 1352 3470, 3471, 3472, 3474, 3491 |
| 29 | Sirok, Nyírjes út (lakótelepi átjáró)       | 1046, 1352, 1447, 1448 3462, 3470, 3471, 3472, 3473, 3474, 3476, 3482, 3490, 3491, 3604 |
| 30 | Sirok, Központ                              | 1046, 1352, 1447, 1448 3462, 3463, 3470, 3471, 3472, 3473, 3474, 3476, 3482, 3490, 3491, 3604, 3656 |
| 31 | Egerbakta, Rábcavölgyi erdészház            | 1352 3470, 3471, 3472, 3473, 3474, 3476, 3482 |
| 32 | Egerbakta, autóbusz-váróterem               | 1347, 1349, 1351, 1352, 1447, 1448 3470, 3471, 3472, 3473, 3474, 3476, 3479, 3480, 3482, 3483, 3484, 3488, 3604 |
| 33 | Egerbakta, Egri út 14.                      | 1347, 1349, 1351, 1352 3470, 3471, 3472, 3473, 3474, 3476, 3479, 3480, 3482, 3483, 3484, 3488, 3604 |
| 34 | Eger, Töviskesvölgy                         | 1349 3470, 3471, 3472, 3473, 3474, 3476, 3479, 3480, 3482, 3483, 3484, 3488 |
| 35 | Eger, Keverőtelep                           | 1352 3472, 3474, 3479, 3480, 3482, 3484, 3488 |
| 36 | Eger, Baktai út                             | 1347, 1349, 1351, 1352, 1447, 1448 3454, 3470, 3471, 3472, 3474, 3476, 3479, 3480, 3482, 3483, 3484 |
| 37 | Eger, autóbusz-állomás végállomás           | 2, 2A, 4, 5, 5A, 6, 7, 7A, 11, 12, 14, 16, 17, 914 1049, 1050, 1051, 1052, 1053, 1054, 1343, 1344, 1346, 1347, 1348, 1349, 1351, 1352, 1362, 1380, 1383, 1426, 1427, 1428, 1447, 1448, 1466, 1468, 1517 3400, 3402, 3403, 3404, 3405, 3405, 3406, 3407, 3408, 3409, 3410, 3411, 3412, 3414, 3415, 3416, 3417, 3418, 3419, 3420, 3423, 3424, 3426, 3430, 3431, 3432, 3433, 3434, 3435, 3436, 3440, 3441, 3442, 3443, 3444, 3445, 3446, 3448, 3450, 3455, 3456, 3457, 3458, 3462, 3469, 3470, 3471, 3472, 3473, 3474, 3476, 3479, 3480, 3481, 3482, 3483, 3484, 3488, 3604, 3660, 3667, 4012, 4014, 4015, 4018, 4021, 4157 |